# جيمس دونكان (مبشر)
جيمس دونكان (بالإنجليزية: James Duncan)‏ هو مبشر نيوزيلندي، ولد في 1 فبراير 1813، وتوفي في 30 ديسمبر 1907.